# Geissois polyphylla
Geissois polyphylla là một loài thực vật có hoa trong họ Cunoniaceae. Loài này được Lecard ex Guillaumin mô tả khoa học đầu tiên năm 1941.